# Герб Алькеевского района
Герб Альке́евского района является официальным символом Алькеевского муниципального района Республики Татарстан Российской Федерации.
Герб утверждён Решением № 52 Алькеевского районного Совета 1 июня 2006 года.
Герб внесён в Государственный геральдический регистр Российской Федерации под регистрационном номером 2382 и в Государственный геральдический реестр Республики Татарстан под № 58.

## Описание герба
«В лазоревом поле, облачённом начетверо золотом, серебром, зеленью и червленью — скачущий на серебряном коне татарский всадник в шлеме, кольчуге и одеянии того же металла и в черных сапогах, имеющий слева у седла золотые колчан, украшенный серебром и полный стрел, и круглый щит, а за спиной золотой лук; в правой руке всадник держит в перевязь золотое копье, концом выходящее в золото, с зелёным значком-яловцем о двух косицах; конь имеет червлёное, с золотыми украшениями, убранство; седло червлёное, попона — пурпурная с золотой бахромой; стремена золотые на чёрных ремнях».

## Символика герба[3]
Древняя Алькеевская земля богата историческими традициями. Её территория являлась одним из центров государства волжских болгар — предков современных татар.
По народному преданию своё название край получил от булгарского Алып-батыра, о чём говорит изображение всадника в гербе.
Алькеевская земля является традиционно аграрным районом. Четыре поля герба — зелёное, золотое, красное и серебряное аллегорически показывают сельскохозяйственный цикл, основанный на смене времён года.
Золото в геральдике — символ урожая, изобилия, стабильности, уважения и интеллекта.
Серебро в геральдике — символ чистоты, совершенства, мира и взаимопонимания.
Червлёный цвет — символ труда, силы, мужества, красоты.
Лазурь — символ чести, благородства, духовности.
Зелёный цвет символизирует природу, здоровье, жизненный рост.
Пурпур — цвет славы, почёта и величия
Чёрный цвет — символ мудрости, скромности, вечности бытия.

## История герба
Разработка герба произведена Геральдическим советом при Президенте Республики Татарстан совместно с Союзом геральдистов России
в составе:
Рамиль Хайрутдинов (Казань), Радик Салихов (Казань), Ильнур Миннуллин (Казань), Константин Мочёнов (Химки), Кирилл Переходенко (Конаково), Галина Русанова (Москва); при участии Фердината Давлетшина (Алькеевский район), Юсуфа Зарипова (Алькеевский район), Радика Мингазова (Чистополь).